# Renedo de la Vega
Renedo de la Vega település Spanyolországban, Palencia tartományban. Renedo de la Vega Villamoronta, Bustillo de la Vega, Pedrosa de la Vega, Quintanilla de Onsoña és La Serna községekkel határos. Lakosainak száma 192 fő (2024).

## Népesség
A település népessége az elmúlt években az alábbi módon változott:
| Lakosok száma | 262  | 256  | 239  | 231  | 214  | 207  | 195  | 187  | 198  | 192  |
|               | 2001 | 2004 | 2007 | 2009 | 2012 | 2014 | 2017 | 2019 | 2022 | 2024 |